# MOSAIC.WAV
MOSAIC.WAV（モザイクウェブ）は、み〜こ（ボーカル）と柏森進（キーボード）による、電波ソング・秋葉原系ソング『AKIBA-POP』音楽ユニット。声優音響事務所Sham.Studioに所属している。レーベルはDearStage Records。

## 概要
美少女ゲームの楽曲制作を中心に行っており、
ボーカロイドやアイドル等のプロデュース時には「MOSAIC.TUNE」という名義を使用している。
結成当初はインディーズ活動を行っていたが、後にメジャー（ランティス）にも進出する。
もともと「MOSAIC」という名前であったが、同名の企業が既に存在していたので、後ろにWindowsで一般的なオーディオフォーマットであるWAVEの拡張子である「.WAV」を付け加えて改名する。
小池雅也はギターで参加するなど交流が深い。
曲調はテクノ・テクノポップ・ニューウェーブ・エレクトロニカに分類される電子音楽作品が多い。
ファンは「愚民」と呼ばれる。

2003年結成当初は貸切のメイドカフェ等でPCゲーム主題歌カバーライブを行っていたこともある。
- 2003年 結成、インディーズでの活動開始[4]
  - 8月 「Magical Hacker ☆ くるくるリスク」をネットで公開
- 2006年 ランティスより「キュンキュンパニック」にてメジャー活動開始
- 2008年 アニメロサマーライブに初参加
- 2009年 第10回Japan_Expo出演[5]
- 2017年 ディアステージのレーベル部門「DearStage Records」に所属することを発表[6]

### サポートメンバー
- ジュクチョー
- 三本木大輔

## 作品

### メジャー作品

#### シングル
| #   | 発売日         | タイトル                 | 品番      | 備考                                                                   | オリコン最高位 |
| --- | -------------- | ------------------------ | --------- | ---------------------------------------------------------------------- | -------------- |
| 1st | 2006年8月23日  | キュン・キュン・パニック | LACM-4289 | テレビアニメ『まもって!ロリポップ』エンディングテーマ                  | 91位           |
| 2nd | 2006年10月25日 | 最強○×計画               | LACM-4313 | テレビアニメ『すもももももも〜地上最強のヨメ〜』前期オープニングテーマ | 50位           |
| 3rd | 2007年1月24日  | 切情!佰火繚乱            | LACM-4337 | テレビアニメ『すもももももも〜地上最強のヨメ〜』後期オープニングテーマ | 69位           |
| 4th | 2007年7月25日  | 片道きゃっちぼーる       | LACM-4387 | テレビアニメ『ぽてまよ』オープニングテーマ                             | 56位           |
| 5th | 2008年4月23日  | 超妻賢母宣言             | LACM-4491 | テレビアニメ『狂乱家族日記』オープニングテーマ                         | 48位           |

#### アルバム
| #   | 発売日         | タイトル                    | レーベル                | 品番                                                              | オリコン最高位 |
| --- | -------------- | --------------------------- | ----------------------- | ----------------------------------------------------------------- | -------------- |
| 1st | 2008年3月26日  | Amusement Pack              | Lantis                  | LACA-5751                                                         | 125位          |
| 2nd | 2011年11月23日 | AKIBA-POP√RECOLLECTION      | ジェネオン･ユニバーサル | (初回限定盤)GNCA-1308/(通常盤)GNCA-1309                           | 90位           |
| 3rd | 2013年12月11日 | Astronomical Φ AKIBA- POP!! | ジェネオン･ユニバーサル | (初回限定盤)GNCA-1402/(通常盤)GNCA-1403                           | 115位          |
| 4th | 2020年12月23日 | AKIBA-POP И SCRIPTER        | NBCユニバーサル         | 初回限定盤(本編CD3枚 特典CD2枚)GNCL-1329/通常盤(CD3枚組)GNCL-1330 |                |

### インディーズ

#### シングル
| #    | 発売日         | タイトル                                                          | 品番                                                                                             | 備考                                                  |
| ---- | -------------- | ----------------------------------------------------------------- | ------------------------------------------------------------------------------------------------ | ----------------------------------------------------- |
| 1st  | 2004年5月14日  | Magical Hacker☆くるくるリスク                                     | MOCD-0001                                                                                        |                                                       |
| 2nd  | 2005年10月28日 | キミは何テラバイト?                                               | MOCD-0003                                                                                        |                                                       |
| 3rd  | 2006年9月8日   | めがねでねっ!                                                     | MOCD-0005                                                                                        |                                                       |
| 4th  | 2007年2月16日  | ギリギリ科学少女ふぉるしぃ                                        | MOCD-0006                                                                                        | 2007年度日本トンデモ本大賞特別賞受賞                  |
| 5th  | 2008年2月1日   | ラストバトル!アキバトラー"μ"                                      | MOCD-0009                                                                                        |                                                       |
| 6th  | 2008年9月19日  | 迷惑メーリングGIRL                                                | MOCD-0012                                                                                        |                                                       |
| 7th  | 2010年9月15日  | 脳・内・再・醒〜ecphoric dance〜                                  | (通常盤)MOCD-0020 (初回限定盤)MOCD-0021 (タワーレコード限定盤)MOCD-0022 (豪華特装盤)MOCD-0023~24 |                                                       |
| 8th  | 2012年8月10日  | 七三値≪ななみね≫ぱすかはダイスを振らない！                        | MOCD-0044                                                                                        |                                                       |
| 9th  | 2013年1月15日  | 即日配送★彡GALAXY MESSENGER                                       | MOCD-0045                                                                                        |                                                       |
| 10th | 2013年8月30日  | All Last One Chance!                                              | MOCD-0046                                                                                        |                                                       |
| 11th | 2013年12月31日 | 魔法のおしごと                                                    | MOCD-0048                                                                                        | こえでおしごと! イメージソング                        |
| 12th | 2014年8月15日  | MOSAIC.Hackathon                                                  | MOCD-0049                                                                                        |                                                       |
| 13th | 2014年8月15日  | MUSIC FOR RIDING!                                                 | MOCD-0050                                                                                        |                                                       |
| 14th | 2015年1月30日  | GSR〜Glory Start Running〜                                        | MOCD不明                                                                                         |                                                       |
| 15th | 2015年1月30日  | MOSAIC.lassic〜ふたりのはっぴー☆あいらんど〜                      | MOCD不明                                                                                         |                                                       |
| 16th | 2015年8月28日  | KIKIKIKI                                                          | MOCD不明                                                                                         |                                                       |
| 17th | 2015年8月28日  | 獄卒エンジェル☆閻魔ちゃん                                         | MOCD不明                                                                                         |                                                       |
| 18th | 2015年11月13日 | Monster Parade                                                    | MOCD不明                                                                                         |                                                       |
| 19th | 2016年1月29日  | 残念アイドル☆ふびんちゃん                                         | MOCD不明                                                                                         |                                                       |
| 20th | 2016年5月10日  | AstronomicalΦANOTHER-POP!!                                        | MOCD-0062                                                                                        |                                                       |
| 21st | 2016年8月14日  | たすけて!おくすり先生                                             | MOCD-0063                                                                                        |                                                       |
| 22nd | 2016年8月26日  | ギリギリアウト                                                    | MOCD-0064                                                                                        | ギリギリアウト イメージソング                         |
| 23rd | 2016年10月28日 | 青春ブタ野郎は恋する幻想曲の夢を見ない                            | MOCD-0065                                                                                        | 青春ブタ野郎シリーズ イメージソング                   |
| 24th | 2016年10月28日 | いでおろーぐ！革命組曲                                            | MOCD-0066                                                                                        | いでおろーぐ! イメージソング                          |
| 25th | 2017年04月05日 | Crossing Heart                                                    | MOCD-0067                                                                                        |                                                       |
| 26th | 2017年04月05日 | End of the year                                                   | MOCD-0068                                                                                        |                                                       |
| 27th | 2017年2月15日  | りゅうおうのおしごと!~音盤戦五番勝負~                             | MOCD-0069                                                                                        | りゅうおうのおしごと! イメージソング                  |
| 28th | 2017年4月28日  | 明日、ボクは死ぬ。キミは生き返る。~Last Page~                     | MOCD-0071                                                                                        | 明日、ボクは死ぬ。キミは生き返る。 イメージソング     |
| 29th | 2017年8月11日  | ハイコンテクスト・マニアックワールド                              | MOCD-0072                                                                                        |                                                       |
| 30th | 2017年10月29日 | ツギハギ:⇔めいくぴーす!~May be friends?~                          | MOCD-0073                                                                                        |                                                       |
| 31st | 2017年12月29日 | サキュバしって★マイマスター                                       | MOCD-0074                                                                                        |                                                       |
| 32nd | 2018年4月27日  | この世界がゲームだと俺だけが知っている～MusicOnline～             | MOCD-0076                                                                                        | この世界がゲームだと俺だけが知っている イメージソング |
| 33rd | 2018年8月10日  | 君のパンツが見たい。                                              | MOCD-0077                                                                                        |                                                       |
| 34th | 2018年10月28日 | MoonStar Halloween                                                | MOCD-0079                                                                                        |                                                       |
| 35th | 2018年12月30日 | Synchronicity Control                                             | MOCD-0083                                                                                        |                                                       |
| 36th | 2019年4月26日  | ぼくたちのリメイク〜Once again 2006〜                             | MOCD-0087                                                                                        | ぼくたちのリメイク イメージソング                     |
| 37th | 2019年8月12日  | シタギスキマ〜スキマジック〜                                      | MOCD-0089                                                                                        |                                                       |
| 38th | 2019年10月27日 | スーパータピオカンデ                                              | MOCD-0091                                                                                        |                                                       |
| 39th | 2019年12月31日 | illuminations                                                     | MOCD-0092                                                                                        |                                                       |
| 40th | 2020年3月1日   | からす天狗うじゅぷぷれ〜からす天狗うじゅプロジェクト･プレCD〜     | MOCD-0093                                                                                        |                                                       |
| 41st | 2020年10月25日 | 濡れ                                                              | MOCD-0097                                                                                        |                                                       |
| 42nd | 2020年10月25日 | 姫さまそれは聖水ですか?                                           | MOCD-0098                                                                                        | 「姫さまそれは聖水ですか?」イメージソングCD           |
| 43rd | 2021年8月3日   | 姫さまそれは聖水ですか?2                                          | MOCD-0099                                                                                        |                                                       |
| 44th | 2021年8月3日   | Mic Relay of MOSAIC.Girls                                         | MOCD-0100                                                                                        |                                                       |
| 45th | 2021年10月31日 | World Hacker☆☆くるくるリスク[亜種]                                | MOCD-0101                                                                                        |                                                       |
| 46th | 2021年12月30日 | ガチャガチャきゅ〜と・ふぃぎゅ＠変奏曲～Figu@15th Anniv.～        | MOCD-0103                                                                                        |                                                       |
| 47th | 2021年12月31日 | セリフをちょうだい!                                               | MOCD-0104                                                                                        |                                                       |
| 48th | 2022年8月13日  | GAL! GAME! GALLOP!!                                               | MOCD-0106                                                                                        |                                                       |
| 49th | 2022年8月13日  | 16bitセンセーション~Sound.img~                                    | MOCD-0107                                                                                        | 16bitセンセーション イメージソング                    |
| 50th | 2023年1月27日  | VRおじさんの初恋～Accept me～                                     | MOCD-0108                                                                                        | VRおじさんの初恋 イメージソング                       |
| 51st | 2023年4月30日  | あねつまみ～きゅんきゅんしちゃってABC～                           | MOCD-0111                                                                                        |                                                       |
| 52nd | 2023年8月13日  | 妄想アニソンシリーズ(1)アキバトラー主題歌のあゆみ 80s、90s、2000s | MOCD-0112                                                                                        |                                                       |

※11th以降は公式にナンバリングされていないため編集者による仮ナンバリングである。

#### アルバム
| #    | 発売日         | タイトル                                      | 品番 |
| ---- | -------------- | --------------------------------------------- | --- |
| 1st  | 2004年10月29日 | We Love "AKIBA-POP"!!                         | MOCD-0002                                                                                                  |
| 2nd  | 2006年1月20日  | SPACE AKIBA-POP                               | MOCD-0004                                                                                                  |
| 3rd  | 2007年8月31日  | Future-Fiction:AKIBA-POP!!                    | MOCD-0007                                                                                                  |
| 4th  | 2009年4月15日  | Superluminal Ж AKIBA-POP                      | MOCD-0014                                                                                                  |
| 5th  | 2011年3月9日   | 吟遊Planet☆AKIBA-POP                          | (通常盤)MOCD-0031/(初回限定盤)MOCD-0032/(タワーレコード限定盤)MOCD-0033                                    |
| 6th  | 2018年12月29日 | MiracleluminalΣAKIBA-POP!!                    | ディアステージ店舗オリジナル特典として、み〜こと夢眠ねむが歌唱した「≪AI≫ミコリィ・ネムリィ≪tubers≫」CD付属 |
| 7th  | 2019年8月30日  | MiracleluminalΣMOSAIC.LIVE!!                  | MOCD-0068                                                                                                  |
| 8th  | 2021年10月31日 | Quiet MOSAIC.LIVE〜Keep on the AKIBA-POP〜    | MOCD-0102                                                                                                  |
| 9th  | 2022年4月24日  | MOSAIC.WAV Single Selection Vol.1 [2004~2011] | MOCD-0105                                                                                                  |
| 10th | 2023年1月27日  | MOSAIC.WAV Single Selection Vol.2 [2011~2014] | MOCD-0109                                                                                                  |
| 11th | 2023年4月30日  | MOSAIC Hallelujah～ハレウタイ～               | MOCD-0110                                                                                                  |

##### アルバム収録曲
- We Love "AKIBA-POP"!! 収録曲[31]

1. めろんぱん
2. Magical Hacker☆くるくるリスク -Album Version-
3. 虹の世界で2D LOVE
4. ふつうのうた
5. 電気の恋人 /* Dreamy IC Mix */
6. きゅいん
7. GAMER'S ACTRESS～Sweet Digital Mix～
8. GRANDE～グランデ～
9. 春夏秋冬・恋・まつり
10. 萌えスパイラル！アキバトラー"／"
11. ないしゃおだくーにゃん
12. We Love "AKIBA-POP"!!
13. 機械クリオネ

- SPACE AKIBA-POP 収録曲[32]

1. Love Cheat! 「いただきじゃんがりあんR」OP
2. １００グラムの恋心
3. かおりのおくりもの
4. 魔法のトリマー「マジカルリンス・マックスハート」（MOSAIC.WAV Ver.） 「いただきじゃんがりあんR」挿入歌
5. My darling!
6. ようこそ！ヒミツの雀バラや！？「おまたせ！雀バラや！？」OP (C)おれんじぺこ
7. どっきん☆満漢全席「おまたせ！雀バラや！？」ED (C)おれんじぺこ
8. パジャマ de ぱ・ぱ・ぱ（MOSAIC.WAV Ver.）「いただきじゃんがりあんR」ED
9. 恋のチェッカー・フラッグ
10. 魅惑のツンデロイド
11. SPACE! WAVE! AKIBA-POP!!
12. The anthem of Online

- Future-Fiction:AKIBA-POP!! 収録曲[33]

1. AKIBAの"A"からはじめよう
2. 吸い取っちゃう！究極エナジー⇒未確認飛行UFO
3. みなみのしまのふろーね
4. ギリギリ科学少女ふぉるしぃ（NewArrange）
5. Look at me tenderly（NewTake）
6. 一件落着よベイベー！
7. ガチャガチャきゅ～と・ふぃぎゅ@メイト（NewTake）
8. ガチャガチャへるつ・ふぃぎゅ@ラジオ
9. プリン・プリン・ポップト・ショコラ・パ・レスト（NewTake）
10. 20世紀ヒューマノイド
11. 光のエレメント～for "We Love AKIBA-POP"～
12. AKIBA-POP the Future

- Superluminal Ж AKIBA-POP 収録曲[34]

1. 洗脳・搾取・虎の巻（PCゲーム「VAZIAL SAGA」イメージソング）
2. ぱんちゅありー（PCゲーム「天空のシンフォニア 2」ED主題歌）
3. シリーシンフォニー（PCゲーム「きみはぐ」OP主題歌）
4. こいはぐ（PCゲーム「きみはぐ」ED主題歌）
5. 空から女の子が降ってくる街
6. にゅーすたいるおんらいん（雑誌「ネットランナー」企画楽曲　セルフリメイク）原曲：ステキ☆にゅ・にゅ・にゅーすたいる！
7. 愛の個人授業（PCゲーム「教えてっ！おねてぃー」OP 主題歌）
8. Love Cheek?
9. 百合星式おゆうぎうた（コミック「百合星人ナオコサン」1巻挿入歌）
10. 百合星人ナオコサン（コミック「百合星人ナオコサン」1巻主題歌）
11. LOCAL JESUS
12. 妄想網 Ж Superluminal
13. ふたりのKiss（PCゲーム「きすみみ！！KIss！Me！Me！」ED主題歌）

- 吟遊Planet☆AKIBA-POP 収録曲[35]

1. Thing！ Think！ Ting！
2. 印度 a 主義（インド　ア　イズム）
3. もののあはれ
4. おいしい魔法のサシスセソ
5. NAOKO-THUNDER VERNIER II　～幼女期の終わり～
6. きみにおねがい！セキュリティ
7. たべごろ☆1/2ふるーつ
8. 悠久想春歌
9. 脳・内・再・醒～ecphoric dance～
10. Next Stage！ ⇒ "Hyperluminal"
11. パペピプPOLIDAY
12. 天体上∇吟遊サテライト
13. FLY-ALONE

- MiracleluminalΣAKIBA-POP!! 収録曲[36]

1. 【DISKC1 MOSAIC.WAVタイアップ楽曲】
  1. No Pants, No Life!(ロザリオ主題歌)
  2. Magi☆まじょ★ココロ・ストロベリー (どきどき魔女神判!主題歌)
  3. オコサマオトナナオサナナナ (おとなりはみんなおさななじみ主題歌)
  4. KissしてGO!GO!(きすみみ!!〜Kiss!Me!Me!〜主題歌)
  5. Blue Stripe(そらいろメモワール主題歌)
  6. おりじにゃ〜る(ホムンクルスは俺の嫁)
  7. 即席!脳直★ミュージックシステム (beatmania IIDX 20 tricoro収録曲)
  8. とーきょー全域★アキハバラ? (チュウニズム収録曲)
  9. いつもあなたに恋してる(Myつま主題歌)
  10. 世界の果てで会いし愛ましょう (世界の果てで愛ましょうイメージソング)
  11. 花一匁(アパシー学校であった怖い話1995特別編 主題歌)
  12. 熟成!醸造!発酵星◎〜スペースヨーグルアース〜 (グルーヴコースター収録曲)
  13. ≪AI≫リアリィ・フェアリィ≪tubers≫
  14. ハートも笑顔になりますように (リアルエロゲシチュエーションH×3主題歌)
2. 【DISC2 提供曲セルフカバー+新曲】
  1. ☆(記号)をつければかしこかろう (原曲:♡をつければかわいかろう) (Filkアレンジ盤・上坂すみれ提供曲)
  2. 集え!フロンティアーナ(ベボガ!提供曲)
  3. Grateful Friends(「がっこうぐらし!」c/w)
  4. モノクローム・アンサー (「ダンガンロンパ」舞園さやかキャラソン)
  5. エキサイティング!!ぺ・た・こ☆ (原曲:エキサイティング!!も・ちゃ・ちゃ☆) (Filkアレンジ盤・「日向美ビタースイーツ♪」 芽兎めうキャラソン)
  6. メモリからメロダロイドへのプロシード (原曲:あるいは夢眠ねむという概念へのサクシード) (Filkアレンジ盤・夢眠ネム提供曲)[37]
  7. Veriest Rabbit-VR-
  8. 超級数 Σ Miracleluminal
  9. edge

### イベント限定CD
1. コンセプトミニアルバム「こどもざいく・やみもざいく」
  - コミケ75発売
  - 1〜3：こどもざいく、4〜6：やみもざいく

  1. ひとりでできるかな
    - 作詞・作曲・編曲：MOSAIC.WAV

  2. おなかいっぱい
    - 作詞・作曲・編曲：MOSAIC.WAV

  3. おとなのねばねばスイーツ(instrumental)
    - ※おとなになりたいきみへ
    - 原曲／「からす天狗うじゅ」イメージソング「天狗流三段構えアプローチ」：ねばねばスイーツ
    - 作曲・編曲：MOSAIC.WAV

  4. 恋の死亡フラグ
    - 原曲／「SPACE AKIBA-POP」：恋のチェッカーフラグ
    - 作詞・編曲：MOSAIC.WAV (原作詞：み〜こ、柏木るざりん) 作曲：柏木るざりん

  5. 地獄のヤンデロイド
    - 原曲／「SPACE AKIBA-POP」：魅惑のツンデロイド
    - 作曲・編曲：MOSAIC.WAV 作詞：小池雅也

  6. あなたのせなかにfunny beat kiss.
    - 原作／「迷惑メーリングGIRL」：あなたの隣のバンパイア
    - 作詞・編曲：MOSAIC.WAV (原作詞：み〜こ) 作曲：鶴田加茂
2. おとこの娘のトビラ
  - コミケ77発売

  1. おとこの娘のトビラ
  2. 商品おすすめソシエちゃん
  3. unpleasant melody〜戸惑いの仔羊たち〜
  4. おとこの娘のトビラ（Off Vocal）
  5. 商品おすすめソシエちゃん（Off Vocal）
  6. unpleasant melody〜戸惑いの仔羊たち〜（Off Vocal） 
    - 制作:MOSAIC.WAV
3. 全世界的タッチパネル
  - コミケ78発売

  1. 全世界的タッチパネル
  2. パソコンよくわかんない
  3. ちゅいっとにゃう（ΦｗΦ）ノ
  4. 全世界的タッチパネル (Off Vocal)
  5. パソコンよくわかんない (Off Vocal)
  6. ちゅいっとにゃう（ΦｗΦ）ノ (Off Vocal)
    - 制作:MOSAIC.WAV
4. Hな国の教育事情
  - コミケ80発売

  1. Hな国の教育事情
  2. 量子コンピュータガール
  3. Cry for the moon＜竹取物語＞　
  4. Hな国の教育事情 (Off Vocal)
  5. 量子コンピュータガール (Off Vocal)
  6. Cry for the moon＜竹取物語＞ (Off Vocal)
    - 制作:MOSAIC.WAV
5. MOSAIC.Hackathon2.0
  - M32014秋発売

  1. 翼はいいから時間をください
  2. 2015年に起こること
  3. 翼はいいから時間をください (Off Vocal)
  4. 2015年に起こること (Off Vocal)
    - 制作:MOSAIC.WAV

### イベントテーマ曲
1. 太秦戦国祭り2007 イメージソング
  - 2007年10月19日発売

  1. 「電脳合戦うじゅの陣」
    - 作詞：柏森進み〜こ、作曲・編曲：柏森進

  2. 「うじゅたまうじゅりんぱ」 
    - 作詞：み〜こ、作曲：小池雅也、編曲：柏森進
2. 太秦戦国祭り2008 イメージソング
  - 2008年10月18日発売

  1. 「天狗流三段構えアプローチ」
    - 作詞:み〜こ、作曲：鶴田加茂、編曲:柏森進

  2. 「ねばねば・スイーツ」
    - 作詞・作曲・編曲:柏森進
3. 太秦戦国祭り2009 イメージソング
  - 2009年11月18日発売

  1. 「天真爛漫にゅばばばばーん」
    - 楽曲製作：MOSAIC.WAV、小池雅也

  2. 「断罪あっぱぁくゎっと」 
    - 楽曲製作：MOSAIC.WAV、山頭水
4. 太秦戦国祭り2010 イメージソング
  - 2010年12月29日発売

  1. 「陣取場取！ まるたけえべす」
    - 楽曲製作：MOSAIC.WAV

  2. 「うじゅたま☆うじゅりんぱ(京ことばバージョン)」 
    - 楽曲制作：小池雅也・MOSAIC.WAV・磯村カイ
京ことば監修：京ことばの会

  3. 「嵐電数え歌」 
    - 楽曲製作：MOSAIC.WAV

  4. 「丸竹夷」 
    - 作曲者不明、編曲：MOSAIC.WAV
5. 太秦戦国祭り2011 イメージソング
  - 2011年11月26日（太秦限定盤）
2012年1月25日（一般発売）

  1. 「えっへん≦（￣^￣）≧どやどす？天狗自慢」
    - 楽曲製作：MOSAIC.WAV

  2. 「嵯峨落陽絵巻」 
    - 楽曲製作：MOSAIC.WAV
6. 太秦上洛まつり2014 イメージソング
  - 2014年1月24日（一般発売）

  1. 「浅葱色花吹雪」
    - 楽曲制作：MOSAIC.WAV

  2. 「仮称ギザギザ流剣技団へのお誘い」
    - 楽曲制作：MOSAIC.WAV

### コミックス特典楽曲
1. 百合星人ナオコサン 第1巻 初回限定版特典CD「百合星人ナオコサン」
  - 2006年12月25日発売

  1. 「百合星人ナオコサン」
    - 作詞・作曲・編曲:柏森進

  2. c/w「百合星式おゆうぎうた」 
    - 歌:ゆり組のみ〜こたち 作詞・作曲・編曲:柏森進
2. 百合星人ナオコサン 第2巻 初回限定版特典CD「NAOKO-THUNDER VERNIER II 〜幼女期の終わり〜」
  - 2008年12月10日発売

  1. 「NAOKO-THUNDER VERNIER II 〜幼女期の終わり〜」
    - 作詞・作曲・編曲:柏森進
3. こえでおしごと 第2巻 初回限定版特典CD「魔法のおしごと」
  - 2009年6月25日発売

  1. 「魔法のおしごと」
    - 作詞・作曲・編曲:MOSAIC.WAV
4. こえでおしごと 第4巻 初回限定版特典DVD「こころのひめごと」
  - 2009年7月24日発売
  - こころのひめごと short ver.の映像収録

### その他
- パチスロ「ドキッと！ビキニパイ ポロリを感じるアイドル水泳大会編」(ネット (パチスロメーカー)) BIG BONUS MUSIC
  - 発売日不明
  - 「ドキッと！ビキニパイ」
  - 「恋つくりませんか？」
  - 「真夏に降る雪」
  - このトラックのアーティストに関しての記載なし
- Heartsnative MOSAIC.WAV×鶴田加茂 feat.初音ミク
  - 2009年10月21日発売
  - 発売元：エンターブレイン 販売元：ポニーキャニオン
  - みんなみくみくにしてあげる♪
    - 歌:み〜こ & 初音ミク

  - ＊＊＊にできたかな
    - 歌:MIEKO & KAYATO & 初音ミク & 巡音ルカ

  - 電気の恋人 -I am Programmer's Song- /* VL-3901mkII */
    - 歌:み〜こ & 初音ミク

  - server error 
    - 歌:み〜こ & 初音ミク

  - キミは何テラバイト？ 〜Chorus of 6 Vocaloids〜
    - 歌:み〜こ & 初音ミク & 鏡音リン & 鏡音レン & 巡音ルカ & MEIKO & KAITO

  - HATSUNEtive
    - 歌:み〜こ & 初音ミク

  - Mimic me.
    - み〜こ & 初音ミク
- beatmania IIDX 20 tricoro
  - 即席! 脳直★ミュージックシステム
- GROOVE COASTER 4
  - 熟成!醸造!発酵星◎～スペースヨーグルアース～
  - ≪AI≫リアリィ・フェアリィ≪tubers≫
- CHUNITHM AMAZON PLUS
  - アイリちゃんは暗黒魔導士！
- CHUNITHM CRYSTAL
  - 大天使ユリア★降臨！
- beatmania IIDX 25 CANNON BALLERS
  - パラドキシカル・タイムリープトライアル
- beatmania IIDX 29 CastHour
  - Push on Beats!～音ゲの国のeX-ストリーマー～
- 蓮ノ空女学院スクールアイドルクラブ「Dream Believers (104期 Ver.)」
  - みらくりえーしょん（編曲）
    - 歌：みらくらぱーく！

## 出演

### テレビ
- Akiba-POP ジェネレーション!（MONDO21）
- アキバ音楽ムーブメント（MONDO21）

### テレビアニメ
- がっこうぐらし!（2015年7月9日 - 9月24日、劇伴）

### ラジオ
- 小池雅也とMOSAIC.WAVのぽっぷ!ちっぷ!ちゅーん!（）
- MOSAIC通り（ニコニコ生放送・Ustream）

### ライブ
- Animelo Summer Live 2008 -Challenge- 8.31（Blu-ray / DVD2009年3月25日発売）
- We Live AKIBA-POP
- Amusement Package!!
- 1st Tour2009 Superluminal Ж MOSAIC.LIVE
- BIKINIPAI×MOSAIC.WAV LIVE!!

## 楽曲利用
ShamStudioのサイトには楽曲（原曲）使用についてまとめられている。
動画投稿サイト
動画投稿サイトでは、原曲のフルバージョンを使用することは禁止されている（1番のみのショートバージョンの利用は可能である）。ただ、いわゆる「演奏してみた」のような動画で、原曲が演奏音に比べかなり小さい場合には黙認される場合もある。また、ショートバージョン利用でも複数曲でメドレーにしたり、ループミックス（2分以上）を作ることは出来ない。
同人作品
オリジナルアレンジとしての製作は可能だが、音源として原曲を使用することは出来ない。
ゲーム・ムービー
2分以内のショートサイズでの無償利用は可能。制作物を置くサイトにはMOSAIC.WAVのバナーを張る必要がある。